# خان‌قلعه

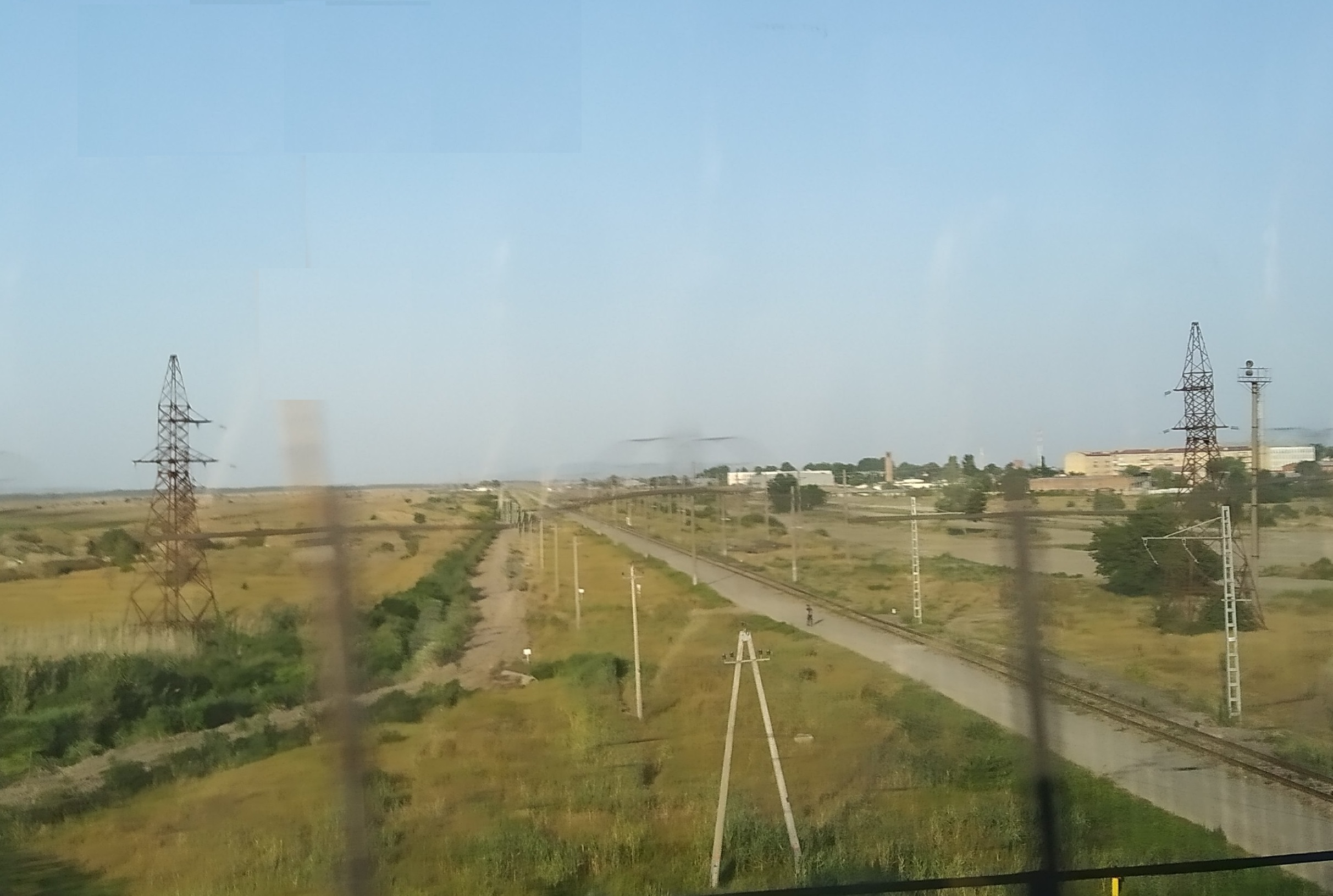

خان‌قلعه (روسی: Ханкала) یک شهرک در شهرستان گروزننسکی ناحیه چچن در کشور روسیه است.